# Selecció de futbol d'Alemanya
La selecció de futbol d'Alemanya representa Alemanya a les competicions internacionals de futbol. És controlada per la Federació Alemanya de Futbol.
Començà a competir el 1908, tot i que, entre 1899 i 1901, diversos combinats alemanys havien disputat partits. El primer partit oficial fou el 5 d'abril de 1908 a Basilea i amb derrota enfront Suïssa per 5 a 3. Després de la Segona Guerra Mundial l'equip alemany fou prohibit de participar en competicions internacionals com a càstig per la guerra. Quan finalment fou readmès als anys 50 el futbol alemany restà dividit en diverses seleccions. Entre 1950 i 1990 existí també la Selecció de futbol d'Alemanya Oriental a la República Democràtica Alemanya. A més, entre 1947 i 1956 existí la selecció del Saarland, que finalment s'uní a l'equip de l'Alemanya Occidental.
El primer gran èxit del futbol alemany arribà a la Copa del Món de Futbol 1954 on fou campiona derrotant la gran selecció d'Hongria en un partit que fou anomenat com "el miracle de Berna". Dotze anys més tard, en una final recordada per un «gol fantasma» dels anglesos, Alemanya va perdre amb els amfitrions la final del mundial per 4 a 2 a la pròrroga. Un nou campionat arribà a la Copa del Món de Futbol 1974, que es disputà a terres germanes. L'Alemanya de Franz Beckenbauer derrotà els Països Baixos de Johan Cruyff per 2 a 1. Dos anys abans havia guanyat la seva primera Eurocopa de Futbol. Aquesta competició fou molt reeixida per als alemanys durant la dècada dels 70. El 1976 va perdre la final contra Txecoslovàquia des del punt de penal, però quatre anys més tard tornà a guanyar el títol, derrotant Bèlgica per 2 a 1.
Dos cops finalista de la Copa del Món de Futbol els anys 1982 i 1986 la portaren al seu tercer títol a l'edició de 1990 derrotant Argentina a la final. L'any 1996 guanyà el seu darrer títol internacional, i primer amb el país unificat, a l'Eurocopa de futbol d'Anglaterra.
Aquests resultats han portat a Alemanya a esdevenir la millor selecció de futbol europea per palmarès.

## Participacions en la Copa del Món
Campions      Finalistes      Tercers      Quarts
Un requadre vermell indica que eren amfitrions del campionat.
| Historial a la Copa del Món | Historial a la Copa del Món       | Historial a la Copa del Món       | Historial a la Copa del Món       | Historial a la Copa del Món       | Historial a la Copa del Món       | Historial a la Copa del Món       | Historial a la Copa del Món       | Historial a la Copa del Món       |
| Edició                      | Ronda                             | Posició                           | PJ                                | PG                                | PE                                | PP                                | GF                                | GC                                |
| Com Alemanya                | Com Alemanya                      | Com Alemanya                      | Com Alemanya                      | Com Alemanya                      | Com Alemanya                      | Com Alemanya                      | Com Alemanya                      | Com Alemanya                      |
| --------------------------- | --------------------------------- | --------------------------------- | --------------------------------- | --------------------------------- | --------------------------------- | --------------------------------- | --------------------------------- | --------------------------------- |
| 1930                        | No hi participà                   | No hi participà                   | No hi participà                   | No hi participà                   | No hi participà                   | No hi participà                   | No hi participà                   | No hi participà                   |
| 1934                        | Tercer lloc                       | 3s                                | 4                                 | 3                                 | 0                                 | 1                                 | 11                                | 8                                 |
| 1938                        | Primera ronda                     | 10s                               | 2                                 | 0                                 | 1                                 | 1                                 | 3                                 | 5                                 |
| Com Alemanya Occidental     |                                   |                                   |                                   |                                   |                                   |                                   |                                   |                                   |
| 1950                        | Els van prohibir la classificació | Els van prohibir la classificació | Els van prohibir la classificació | Els van prohibir la classificació | Els van prohibir la classificació | Els van prohibir la classificació | Els van prohibir la classificació | Els van prohibir la classificació |
| 1954                        | Campions                          | 1s                                | 6                                 | 5                                 | 0                                 | 1                                 | 25                                | 14                                |
| 1958                        | Quarta posició                    | 4s                                | 6                                 | 2                                 | 2                                 | 2                                 | 12                                | 14                                |
| 1962                        | Quarts de final                   | 7s                                | 4                                 | 2                                 | 1                                 | 1                                 | 4                                 | 2                                 |
| 1966                        | Finalistes                        | 2s                                | 6                                 | 4                                 | 1                                 | 1                                 | 15                                | 6                                 |
| 1970                        | Tercer lloc                       | 3s                                | 6                                 | 5                                 | 0                                 | 1                                 | 17                                | 10                                |
| 1974                        | Campions                          | 1s                                | 7                                 | 6                                 | 0                                 | 1                                 | 13                                | 4                                 |
| 1978                        | Segona ronda                      | 6s                                | 6                                 | 1                                 | 4                                 | 1                                 | 10                                | 5                                 |
| 1982                        | Finalistes                        | 2s                                | 7                                 | 3                                 | 2                                 | 2                                 | 12                                | 10                                |
| 1986                        | Finalistes                        | 2s                                | 7                                 | 3                                 | 2                                 | 2                                 | 8                                 | 7                                 |
| 1990                        | Campions                          | 1s                                | 7                                 | 5                                 | 2                                 | 0                                 | 15                                | 5                                 |
| Com Alemanya                |                                   |                                   |                                   |                                   |                                   |                                   |                                   |                                   |
| 1994                        | Quarts de final                   | 5s                                | 5                                 | 3                                 | 1                                 | 1                                 | 9                                 | 7                                 |
| 1998                        | Quarts de final                   | 7s                                | 5                                 | 3                                 | 1                                 | 1                                 | 8                                 | 6                                 |
| 2002                        | Finalistes                        | 2s                                | 7                                 | 5                                 | 1                                 | 1                                 | 14                                | 3                                 |
| 2006                        | Tercer lloc                       | 3s                                | 7                                 | 5                                 | 1                                 | 1                                 | 14                                | 6                                 |
| 2010                        | Tercer lloc                       | 3s                                | 7                                 | 5                                 | 0                                 | 2                                 | 16                                | 5                                 |
| 2014                        | Campions                          | 1s                                | 7                                 | 6                                 | 1                                 | 0                                 | 18                                | 4                                 |
| 2018                        | Primera ronda                     | 22s                               | 3                                 | 1                                 | 0                                 | 2                                 | 2                                 | 4                                 |
| 2022                        | Primera ronda                     | 17s                               | 3                                 | 1                                 | 1                                 | 1                                 | 6                                 | 5                                 |
| 2026                        | Pendent                           | Pendent                           | Pendent                           | Pendent                           | Pendent                           | Pendent                           | Pendent                           | Pendent                           |
| 2030                        | Pendent                           | Pendent                           | Pendent                           | Pendent                           | Pendent                           | Pendent                           | Pendent                           | Pendent                           |
| 2034                        | Pendent                           | Pendent                           | Pendent                           | Pendent                           | Pendent                           | Pendent                           | Pendent                           | Pendent                           |
| Total                       | 4 títols                          | 4 títols                          | 109                               | 67                                | 20                                | 22                                | 226                               | 125                               |

## Participacions en el Campionat d'Europa
Com a Alemanya Occidental
- 1960 - No participà
- 1964 - No participà
- 1968 - No es classificà
- 1972 - Campions
- 1976 - Finalista
- 1980 - Campions
- 1984 - Primera ronda
- 1988 - Semifinals

Com a Alemanya
- 1992 - Finalista
- 1996 - Campions
- 2000 - Primera ronda
- 2004 - Primera ronda
- 2008 - Finalista
- 2012 - Semifinals
- 2016 - Semifinals
- 2020 - Vuitens de final
- 2024 - Quarts de final

## Palmarès
- Copa del Món: (4) (1954, 1974, 1990, 2014)
- Campionat d'Europa: (3) (1972, 1980, 1996)
- Copa Confederacions de la FIFA (1) (2017)

## Entrenadors
- Comitè de la DFB (1908–1927)
- Otto Nerz (1928–1936)
- Sepp Herberger (1936–1964)
- Helmut Schön (1964–1978)
- Jupp Derwall (1978–1984)
- Franz Beckenbauer (1984–1990)
- Berti Vogts (1990–1998)
- Erich Ribbeck (1998–2000)
- Rudi Völler (2000–2004)
- Jürgen Klinsmann (2004–2006)
- Joachim Löw (2006–2021)
- Hans-Dieter Flick (2021–2023)
- Julian Nagelsmann (2023–)

## Jugadors

### Jugadors amb més partits
Actualitzat el 21 d'agost de 2024. Els jugadors en negreta segueixen en actiu.
| #  | Nom                    | Anys      | Partits | Gols |
| -- | ---------------------- | --------- | ------- | ---- |
| 1  | Lothar Matthäus        | 1980–2000 | 150     | 23   |
| 2  | Miroslav Klose         | 2001–2014 | 137     | 71   |
| 3  | Thomas Müller          | 2010–2024 | 131     | 45   |
| 4  | Lukas Podolski         | 2004–2017 | 130     | 49   |
| 5  | Manuel Neuer           | 2009–2024 | 124     | 0    |
| 6  | Bastian Schweinsteiger | 2004–2016 | 121     | 24   |
| 7  | Toni Kroos             | 2010–2024 | 114     | 17   |
| 8  | Philipp Lahm           | 2004–2017 | 113     | 5    |
| 9  | Jürgen Klinsmann       | 1987–1998 | 108     | 47   |
| 10 | Jürgen Kohler          | 1986–1998 | 105     | 2    |

### Jugadors amb més gols
Actualitzat el 21 d'agost de 2024. Els jugadors en negreta segueixen en actiu.
| #  | Nom                   | Anys      | Gols | Partits |
| -- | --------------------- | --------- | ---- | ------- |
| 1  | Miroslav Klose        | 2001–2014 | 71   | 137     |
| 2  | Gerd Müller           | 1966–1974 | 68   | 62      |
| 3  | Lukas Podolski        | 2004–2017 | 49   | 130     |
| 4  | Rudi Völler           | 1982–1994 | 47   | 90      |
| 4  | Jürgen Klinsmann      | 1987–1998 | 47   | 108     |
| 6  | Karl-Heinz Rummenigge | 1976–1986 | 45   | 95      |
| 6  | Thomas Müller         | 2010–2024 | 45   | 131     |
| 8  | Uwe Seeler            | 1954–1970 | 43   | 72      |
| 9  | Michael Ballack       | 1999–2010 | 42   | 98      |
| 10 | Oliver Bierhoff       | 1996–2002 | 37   | 70      |